# Nieuwe Maas
Il Nieuwe Maas (in italiano Nuova Mosa) è un fiume dei Paesi Bassi nel bacino del delta del Reno, della Mosa e della Schelda. Scorre interamente nella provincia dell'Olanda Meridionale. È un effluente del Reno e, in passato, lo è stato anche della Mosa. 

## Geografia
Il Nieuwe Maas inizia dalla confluenza dei fiumi Noord e Lek, attraversa la città di Rotterdam e termina a ovest della città, presso Vlaardingen. Lì, incontrando l'Oude Maas, forma lo Scheur il quale, a sua volta, dopo pochi chilometri continua come canale artificiale Nieuwe Waterweg. La lunghezza totale del Nieuwe Maas è di circa 24 km.

## Storia
Durante l'Alto Medioevo il fiume era la continuazione del Merwede, a sua volta effluente del Reno. Durante il XIII secolo numerose inondazioni fecero deviare il corso principale della Mosa a nord, verso il Merwede. Da allora diversi rami del Merwede originario furono nominati Mosa (in olandese Maas), compreso il Nieuwe Maas.
Alla fine del XIX secolo la connessione tra la Mosa e il Reno fu completamente chiusa (quella che oggi è l'Afgedamde Maas), e alla Mosa fu dato un nuovo sbocco artificiale, il Bergsche Maas. Il risultato della separazione dei corsi del Reno e della Mosa ridusse il rischio di inondazioni. Questa è considerata la più importante realizzazione dell'ingegneria idraulica nei Paesi Bassi prima dei lavori dello Zuiderzee e del piano Delta. Da allora il Nieuwe Maas è alimentato solo dal Reno.